# 波卡茲涅 (米海利夫卡區)
47°11′1″N 35°19′59″E / 47.18361°N 35.33306°E
波卡茲涅（烏克蘭語：Показне）是位於烏克蘭東南部的村莊，由扎波羅熱州梅利托波爾區的普洛多羅德內市鎮負責管轄。該村始建於1810年，面積0.88平方公里，海拔高度77米，2001年人口487，人口密度每平方公里553.4人。